# Diána Igaly
Diána Igaly, née le 31 janvier 1965 à Budapest et morte le 8 avril 2021 dans la même ville, est une tireuse sportive hongroise.

## Biographie
Diána Igaly remporte la médaille de bronze en skeet aux Jeux olympiques d'été de 2000 à Sydney, puis la médaille d'or aux Jeux olympiques d'été de 2004 à Athènes.
Elle est également médaillée d'or en skeet aux Championnats d'Europe de tir 1991, aux Championnats du monde de tir 1998 et aux Championnats du monde de tir 2002, médaillée d'argent aux Championnats du monde de tir 1994 et aux Championnats d'Europe 2000 et médaillée de bronze aux Championnats d'Europe 1990, aux Championnats du monde de ball-trap 1995 ainsi qu'aux Championnats du monde de ball-trap 2003.
Elle est médaillée d'argent des finales de skeet de Coupe du monde de tir en 1998 et en 2002.
Elle meurt le 8 avril 2021 à l'âge de 56 ans des suites du Covid-19.